# ボス水野
ボス水野（ボスみずの、本名：水野義邦、1975年6月4日- ）は、日本の実演販売士。早稲田大学第二文学部卒業。

## 人物・来歴
- 元吉本興業所属（NSC大阪校23期生）で、太平シローの弟子であった。
- コパ・コーポレーションでは、レジェンド松下、ムッシュ中島を率いるボス水野軍団の団長である。
- 豊田西高校時代は野球部に所属し、愛知県大会の決勝で破れ、甲子園出場を逃している。
- あだ名が多く、ボっちゃん、ヨッチャン、クニチャン、よっくにさん、よしさん、大将、親方、水ボスノ、メモ水野、ボス味噌野、元巨人の水野、水野晴郎など多数ある。
- キャッチフレーズは『永遠の28歳。』

## 出演

### テレビ番組

#### 日本テレビ
- マツコ会議

#### よみうりテレビ
- ショップジャパン

#### フジテレビ
- 発見!ウワサの食卓

#### 日本テレビ
- 関ジャニ特命捜査班7係

#### 毎日放送
- 痛快!明石家電視台
- ショップよふかし

#### テレビ大阪
- モーニングショッピング
- お昼のショッピング

#### 関西テレビ
- わくわく！テレビショッピング

#### 朝日放送
- OLMショッピング

#### 東海テレビ
- いちばん本舗

#### CS
- ショップチャンネル

### 映像作品

#### DVD
- でんぱの神神 特典映像 DVD神BOX 特典映像 ビリエイト LEVEL.46 成瀬瑛美が「実演販売士の学校」に体験入学